# Станко Петровић (лекар)
Станко Петровић (Малошиште, 1943) српски је лекар, уролог.

## Биографија
Др Станко Петровић је рођен 1943. године у Малошишту где је и завршио основну школу. Гимназију и Медицински факултет 1968. у Нишу. Лекарски стаж је завршио у Нишу и после тога радио у Брусу као педијатар пошто је 1971. године завршио курс социјалне педијатрије на Институту за мајку и дете на Новом Београду. У 1972. години прелази у Дом здравља у Печењевцу и ради као лекар опште праксе све до преласка децембра 1973. године на Уролошко одељење болнице у Лесковцу у својству лекара секундарца. Године 1974. одлази на специјализацију из урологије коју завршава 1978. у Београду. По завршеној специјализацији је шеф Хемодијализе после завршеног шестомесечног курса на Институту за хемодијализу у Нишу код проф. др Спире Страхињића. На хемодијализи ради 5-6 година и по налогу директора Медицинског центра др Марковића прелази на уролошко одељење у својству шефа стручног дела конзервативне урологије. Поред свакодневних послова које је обављао, радио је и на личном стручном образовању и усавршавању. Објавио је преко 20 стручних радова на симпозијумима, секцијама и конгресима у земљи и иностранству.